# 香港共和軍
香港共和军（HK Republican Army）是一个在Facebook专页成立的激进团体，「香港獨立聯盟」、「香港獨立同盟」、「香港獨立軍」和「香港共和軍」被認為關係密切。
该组织主张香港独立、香港民族主義和反共主義，并号召袭击中联办與解放軍總部及軍營，武装推翻特区政府，因为公开制造炸弹的方法、稱其為「極權政府剋星」、疑似用雷射筆激光射「燶」中國五星紅旗而引发媒体关注。

## 注脚
1. 1 2  . 星島日報. 2016-03-13  [2016-08-24]. （原始内容存档于2016-12-20）. （页面存档备份，存于）
2. ↑  【法廣RFI】銅鑼灣書店事件後續餘波不斷 （页面存档备份，存于）, 蘋果日報 (台灣), 2016年06月23日
3. ↑  . 東網即時. 2016-03-12  [2016-08-24]. （原始内容存档于2016-09-18）. （页面存档备份，存于）
4. ↑  . 文匯報. 2016-03-28  [2016-08-24]. （原始内容存档于2016-10-11）. （页面存档备份，存于）
5. ↑  港獨網頁現雷射筆射燶五星旗短片　警方跟進 （页面存档备份，存于）, 東網, 2015年11月02日
6. ↑  網傳貼文教製炸彈恐惹官非 （页面存档备份，存于）, 太陽報 (香港), 2016年3月13日